# Daman
Daman város és kerület, Indiában, Maharashtra államban.

## Fekvése
Daman az Arab-tenger partján, Indiában, a Daman Ganga folyó torkolatánál fekszik.

## Története

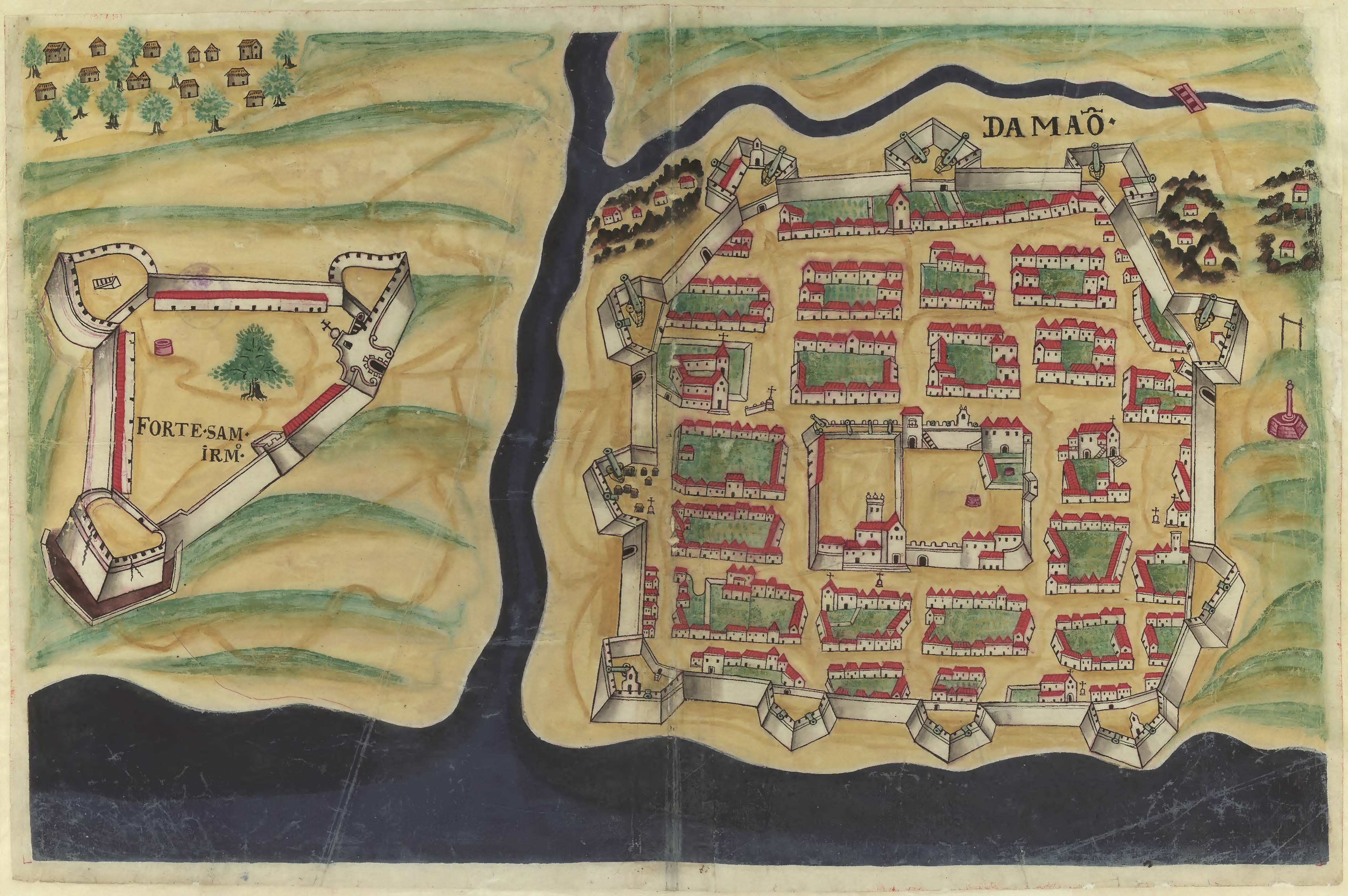
Daman egykori erődjének rajza

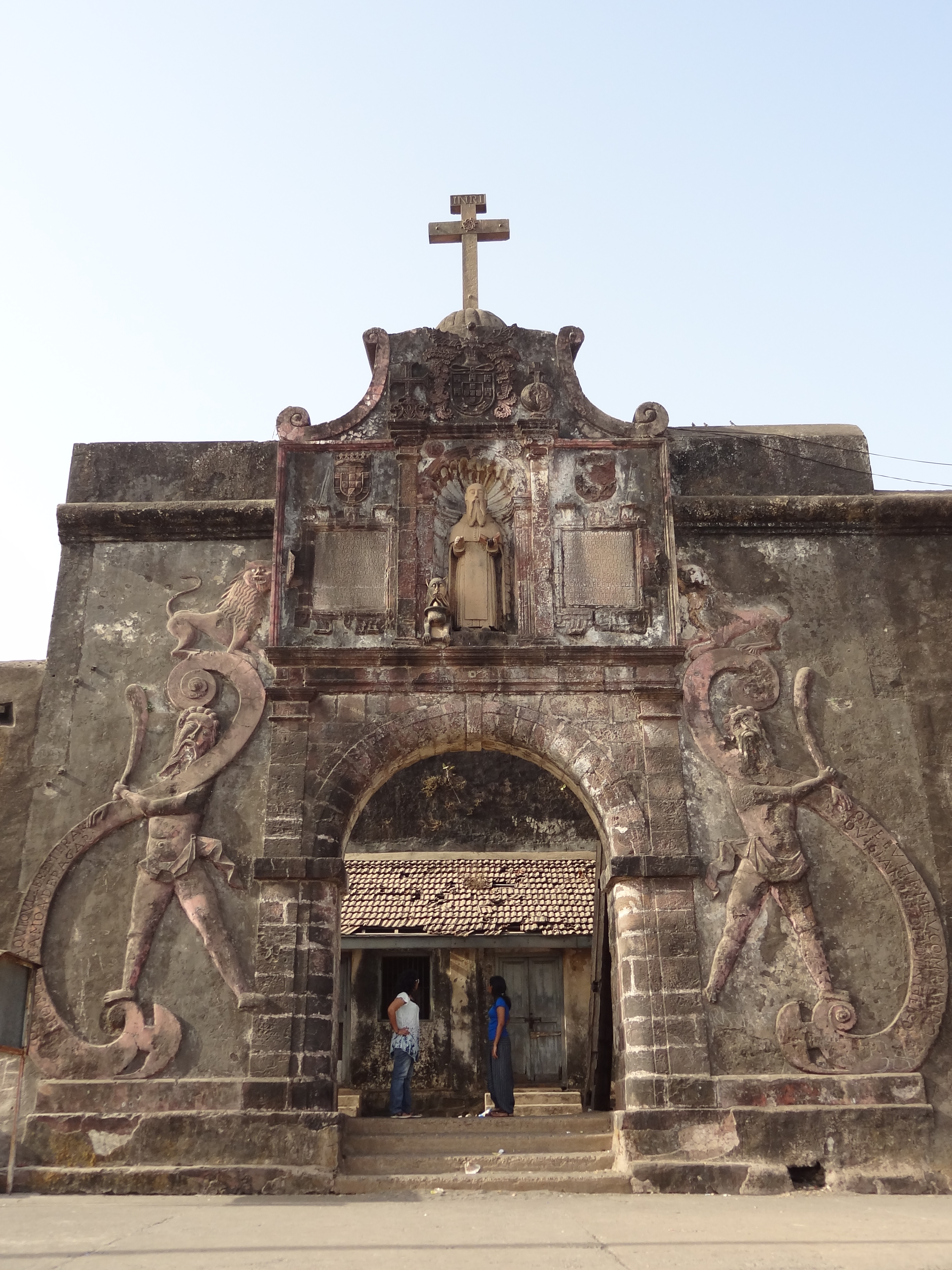
St. Jerome templom

Ashoka (273-136 BC) feljegyzéseiben említették először. Az 1. században a Kshatrapas alatt Kushán császárok uralkodtak itt. A 13. század közepén, a Rádzsputok herceg Ramsingh alias Ramashah telepedett le  Daman közelében, 1262 körül. 1531-ben a portugálok szerezték meg Damant négy évszázadra.
Daman elfoglalták a portugálok 1531 és hivatalosan átengedett Portugália 1539-ben a szultán Gujarat.
Daman kerület (Distrito de Damao) - mint a portugál állam India (Estado da India) egy adminisztratív felosztása - a 19. század első felében jött létre. A kerület a portugál területen Daman, Dadra és Nagar Haveli jött létre. Élén a kerületi kormányzó, alárendelve a főkormányzónak India Goa Portuguesa.
A Dadra és Nagar Haveli tengerparti részeit a pro-Indiai Unió erői szállták meg 1954-ben és 1961-ben, Dadra és Nagar Haveli területét hivatalosan is bekebelezte India, amelyet egy uniós területen elválasztott Daman.
A többi kerület portugál uralom alatt maradt 1961 december 17-től-1987-ig. 1987-ben része lett a Daman és Diu területén újonnan alakult Uniónak.

## Nevezetességek
A portugál gyarmati építészet emlékei - templomairól, és festői szépségéről is híres.

## Galéria

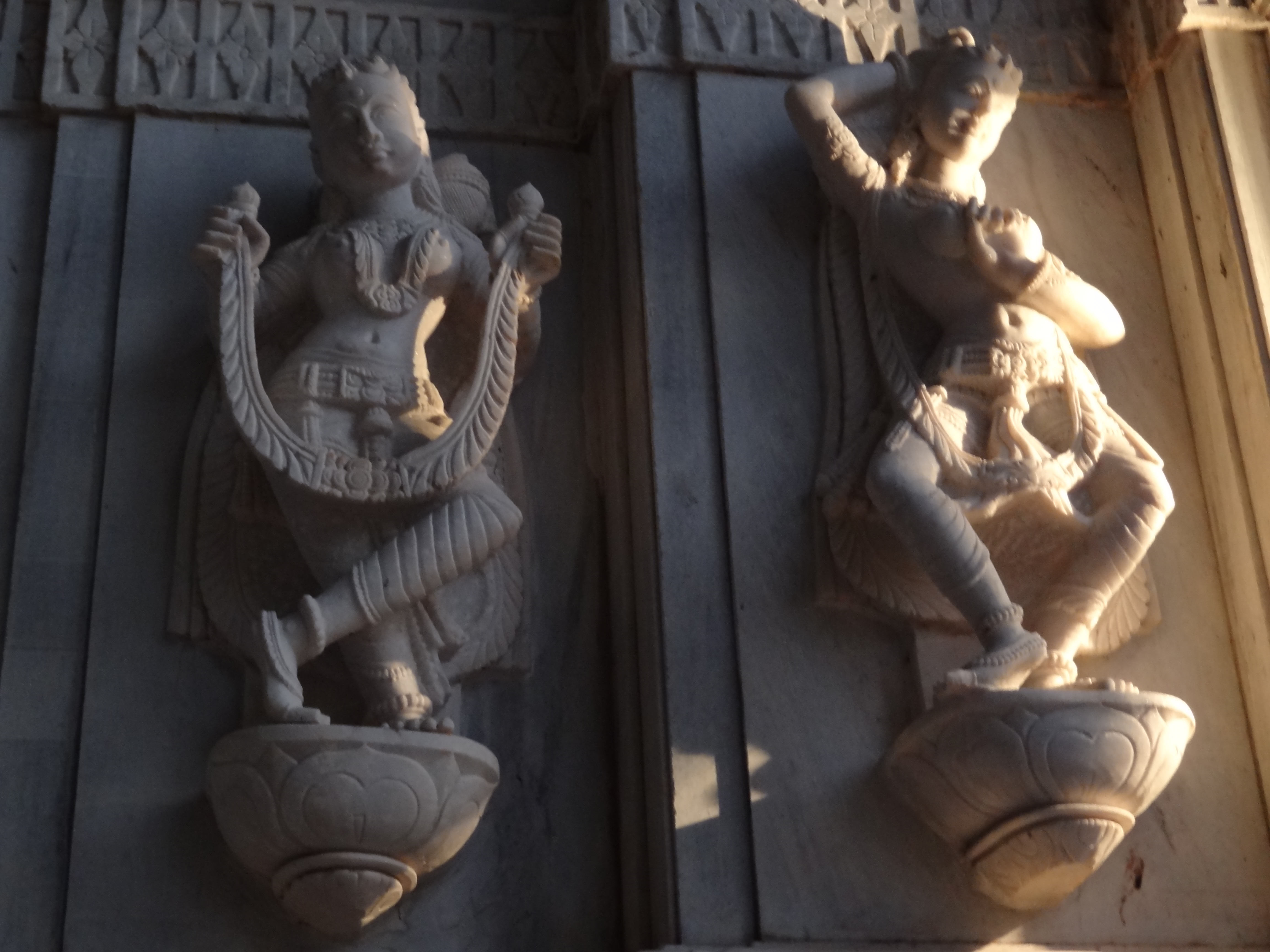
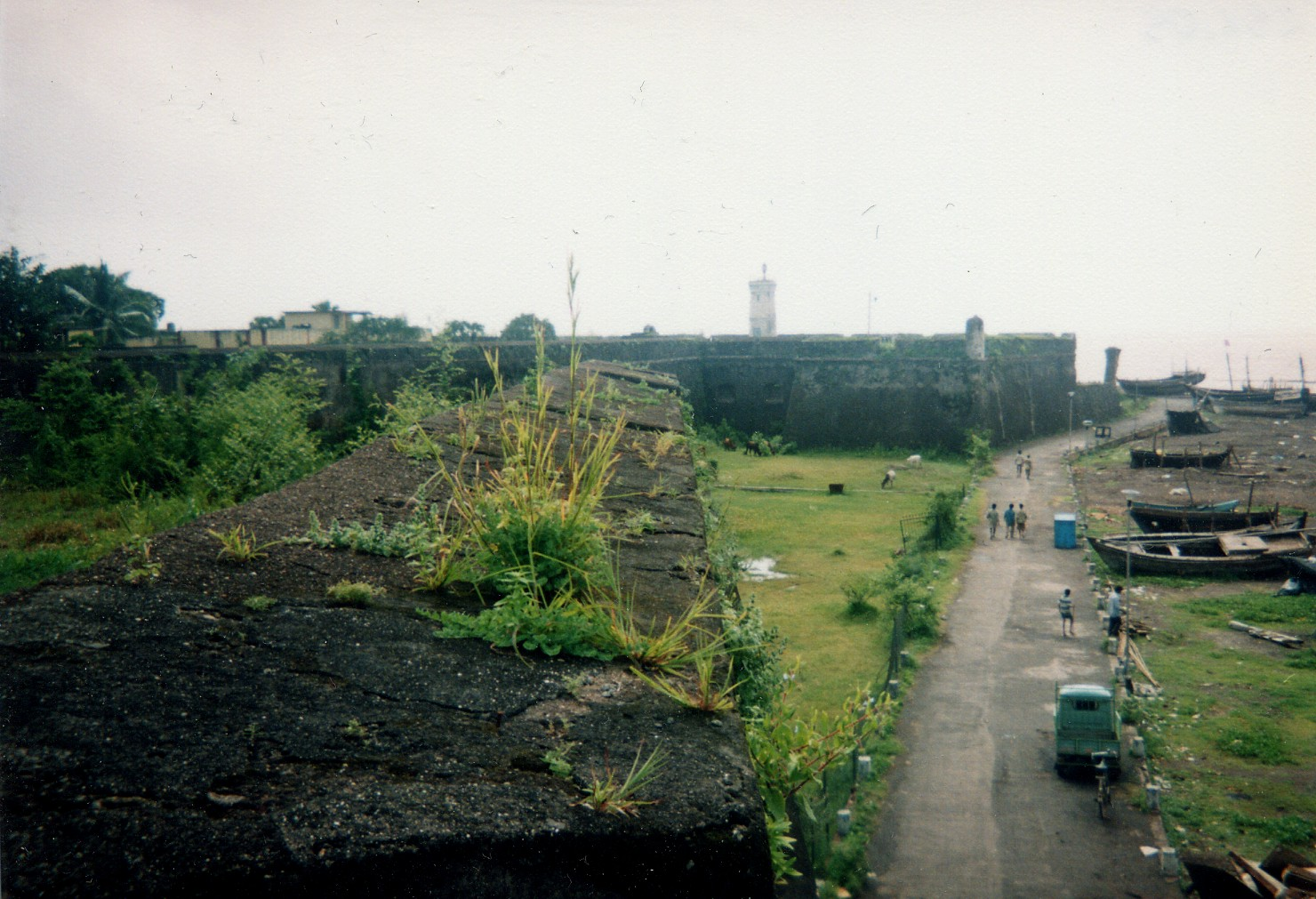
Daman, az erőd látképe
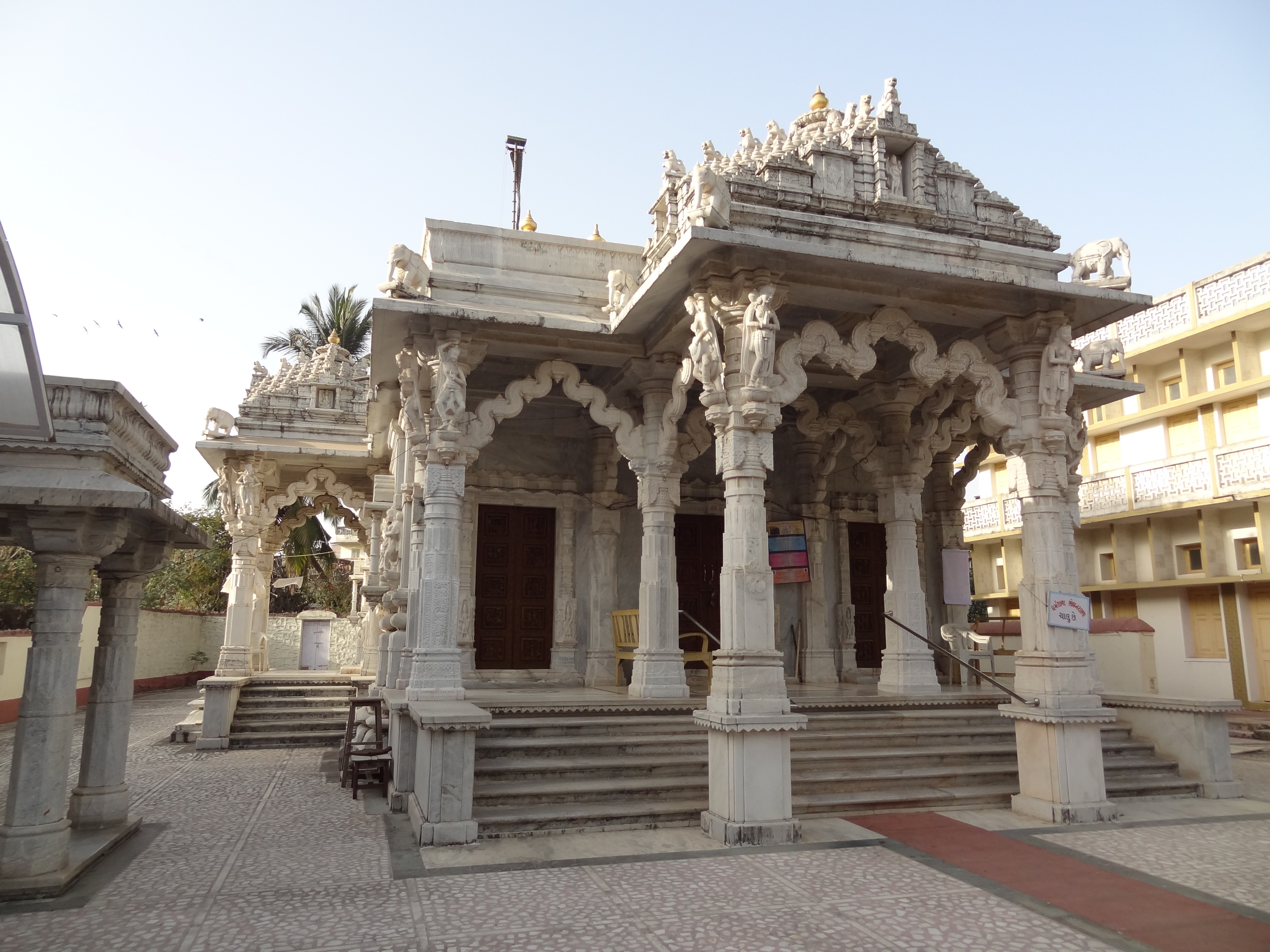
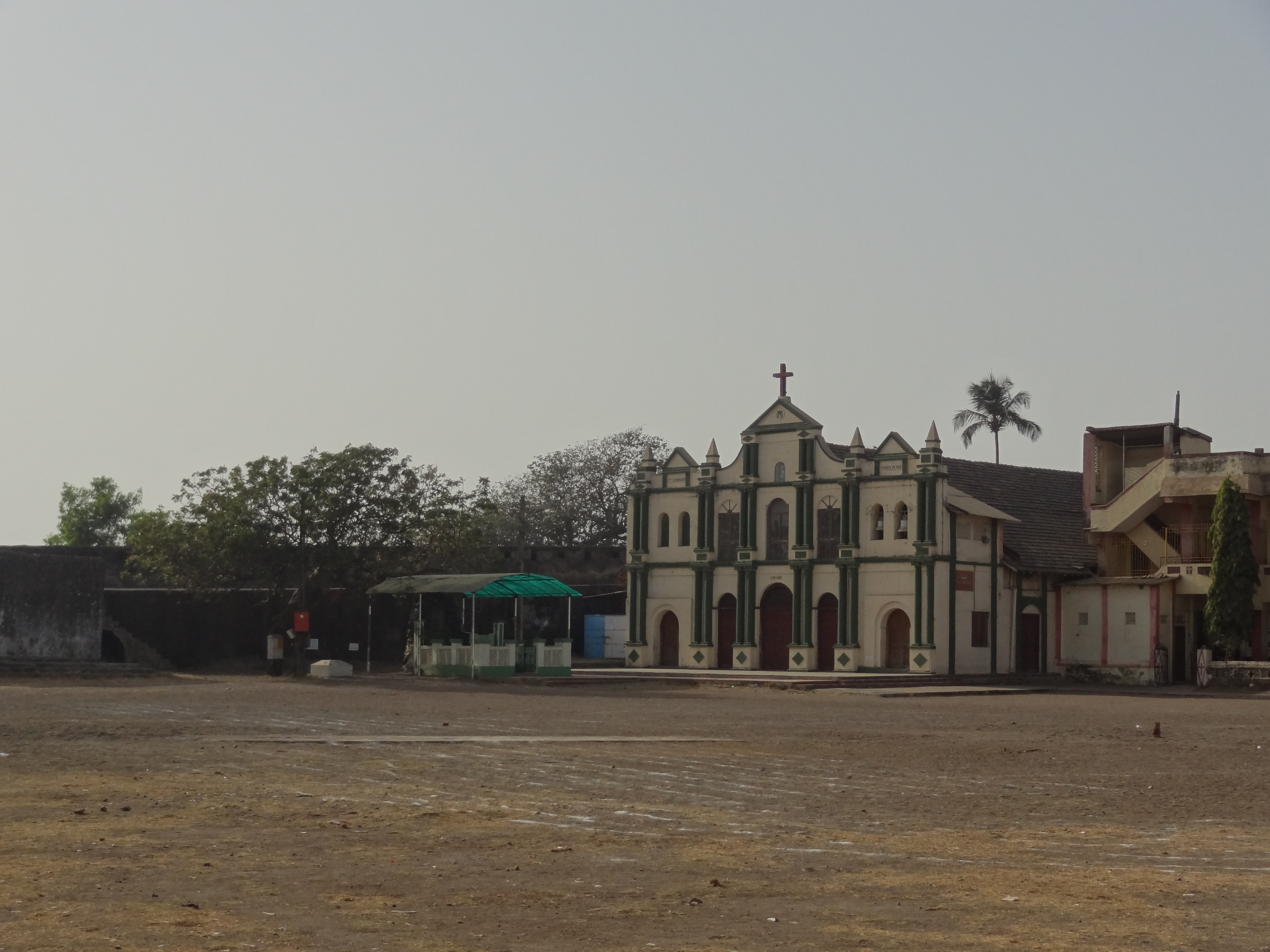
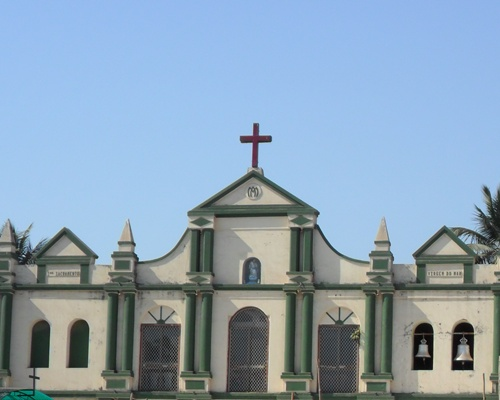
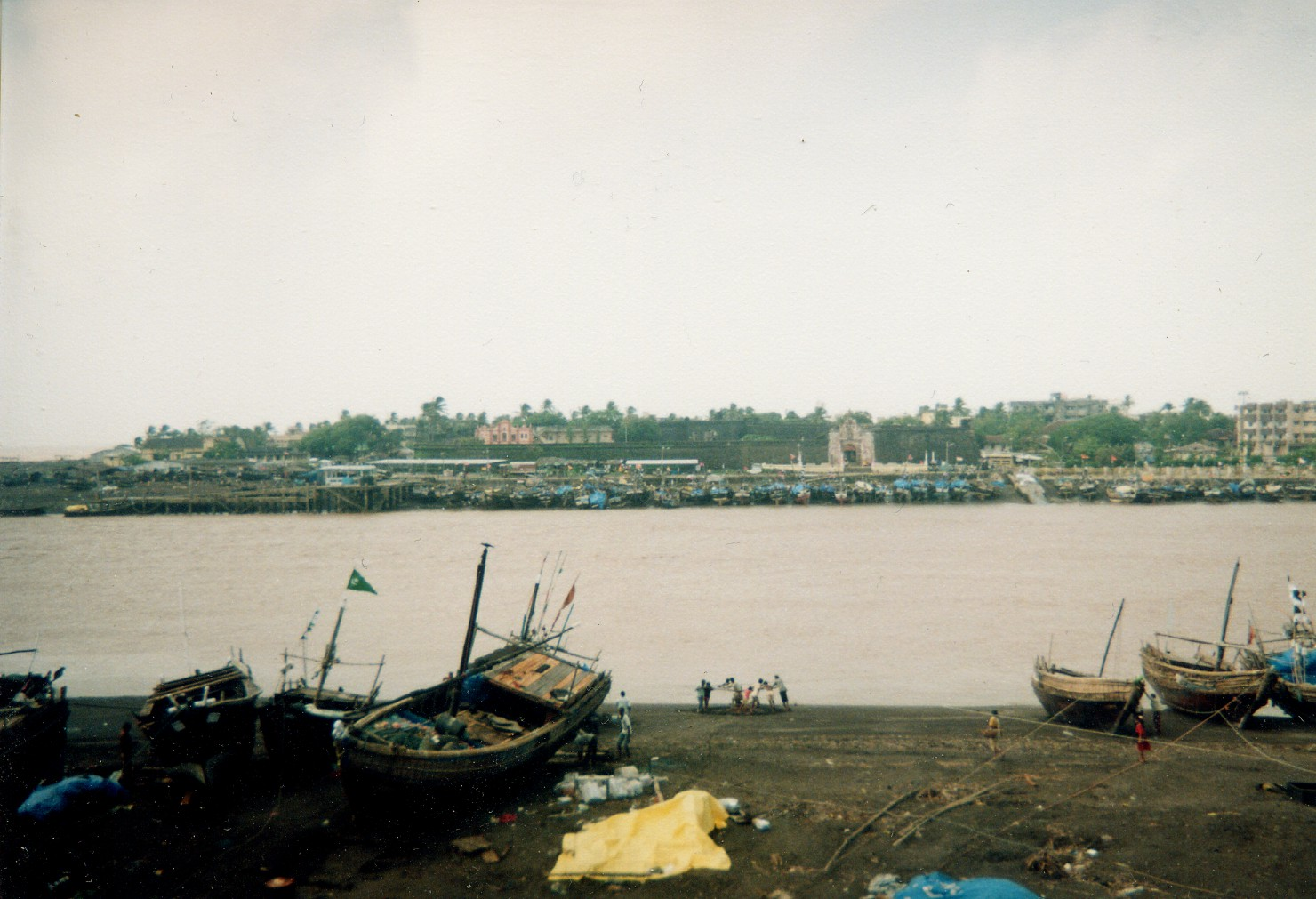